# Liptovský Mikuláš
Liptovský Mikuláš (slovaško: [ˈliptɔwskiː ˈmikulaːʂ] ; do 1952 Liptovský Svätý Mikuláš, nemško Liptau-Sankt-Nikolaus; madžarsko Liptószentmiklós) je mesto z okoli 30.000 prebivalci na severnem Slovaškem, ob reki Váh, približno 285 kilometrov iz Bratislave. Leži v regiji Liptov, v Liptovski kotlini blizu Nizkih Tater in gorovja Tatre. Mesto, pred komunističnimi časi znano kot Liptovský Svätý Mikuláš, slovi tudi kot mesto cehov in kulture. Šteje okoli 30.000 prebivalcev.

## Zgodovina
Od druge polovice 10. stoletja do leta 1918 je bil del Ogrske kraljevine. Mesto Mikuláš (Liptószentmiklós) je bilo prvič omenjeno v kraljevi listini kralja Ladislava IV. leta 1286. Prvi pisni zapis, ki omenja cerkev svetega Nikolaja, ki naj bi postala temeljni element večjega naselja, sega v leto 1299. Cerkev sv. Nikolaja je najstarejša stavba v mestu Liptovský Mikuláš.
Mikuláš je bil eno najpomembnejših obrtnih središč v regiji Liptov. Obrtniki so ustanovili cehe; najstarejši ceh je bil čevljarski ceh, ki se omenja leta 1508. Delovali so še drugi cehi: kovaški, krznarski, krojaški, klobučarski in mesarski.
Leta 1677 je Liptovský Mikuláš postal sedež tamkajšnjega okraja in okraja Liptó. Legendarni slovaški Robin Hood Juraj Jánošík je bil tukaj leta 1713 obsojen in usmrčen tako, da so ga obesili za rebra na kavelj.
Mesto je imelo pomembno vlogo za Slovake v 19. stoletju v času madžarizacije. Bilo je eno od središč slovaškega narodnega gibanja. Prvo slovaško gledališče, »Gledališče G. F. Belopotockega« je bilo tam ustanovljeno leta 1830. Liptovský Mikuláš je bil dom pomembnega slovaškega romantičnega pesnika in narodnega aktivista Janka Kráľa, ki se je boril za pravico do samoodločbe slovaškega naroda v času Ogrskega kraljestva. Tam je živel tudi drugi narodni buditelj Michal Miloslav Hodža. Vodja slovaškega narodnega preporoda Ľudovít Štúr je leta 1848 v Liptovskem Mikulášu javno razkril dokument z naslovom Zahteve slovaškega naroda kot uradni poziv voditeljem Avstro-Ogrske, naj pomagajo rešiti trenutne eksistenčne težave Slovakov (neuspešno).
V 20. stoletju so bile številne nekoč samostojne vasi priključene Liptovskemu Mikulášu. Tako je nekoč bukolični kmečki zaselek Vrbica danes le ulica sredi mesta.

## Geografija
Mesto Liptovský Mikuláš ježi v osrednjem delu geomorfološke enote Liptovská kotlina in je obdano z gorami Zahodne Tatre na severu, Nizke Tatre na jugu in Čočské hribi na severozahodu. Mesto se razprostira predvsem na desnem bregu reke Váh, tik ob njenem izlivu v vodni rezervoar Liptovská Mara. Mesto je razporejeno v vzporedni smeri (vzhod - zahod), središče mesta leži na nadmorski višini 577 m. Je sedež okraja Liptovský Mikuláš, naravno središče osrednje regije Liptov in hkrati najbolj naseljeno mesto Liptov. Po številu prebivalcev je med mesti na Slovaškem na 21. mestu (2016), po gostoti prebivalstva pa na 47. mestu (448,74 preb./km²).

## Demografija
| Leto          | 1994   | 2004    | 2014    | 2024    |
| ------------- | ------ | ------- | ------- | ------- |
| Število ljudi | 33.401 | 32.930  | 31.593  | 29.860  |
| Razlika       |        | −1,41 % | −4,06 % | −5,48 % |

| Leto          | 2023   | 2024    |
| ------------- | ------ | ------- |
| Število ljudi | 30.040 | 29.860  |
| Razlika       |        | −0,59 % |

Po popisu leta 2001 je imelo mesto 33.007 prebivalcev. 94,07 % prebivalcev je bilo Slovakov, 2,30 % Romov, 2,10 % Čehov in 0,28 % Madžarov. Verska sestava je bila 34,48 % katoličanov, 32,26 % ljudi brez verske pripadnosti in 26,85 % luteranov. Po madžarskem popisu leta 1910 je bilo prebivalstvo sestavljeno iz 50 % Slovakov, 30 % Madžarov in 20 % Nemcev. Po drugi svetovni vojni so bile etnične manjšine izgnane, tako da je ostalo večinsko slovaško prebivalstvo.

## Turizem
Mesto je eno najbolj znanih turističnih središč na Slovaškem zaradi svojega bogatega kulturnega življenja in tudi zato, ker je odlično izhodišče za turiste, od koder je enostavno doseči Nizke Tatre (dolina Demänová) z znanimi jamami, kot so kot ledena jama Demänová ali Demänová jama svobode ali do Zahodnih Tater. Ljudsko arhitekturo si lahko ogleda v bližini v Vlkolíncu pri Ružomberoku ali Pribylini, nekaj kilometrov zahodno od mesta, za rekreacijo pa je na voljo jezero Liptovská Mara. Od leta 2004 je odprt nov vodni park, imenovan Aquapark Tatralandia. Območje je znano tudi zaradi svoje lege v bližini največjega smučišča na Slovaškem, Jasná. Zaradi številnih sodobnih žičnic in nedavnih dodatkov k njegovi infrastrukturi je v zadnjih nekaj letih postalo priljubljeno smučarsko središče za mnoge zahodne turiste.

## Pobratena mesta
Liptovský Mikuláš je pobraten z:
- Annecy, Francija
- Bačka Palanka, Srbija
- Galanta, Slovaška
- Kalamaria, Grčija
- Kemi, Finska
- Kiskőrös, Madžarska
- Mihalovce, Slovaška
- Opava, Češka
- Terchová, Slovaška
- Żywiec, Poljska
- Anzio,  Italija
- Cluj-Napoca, Romunija

## Galerija
- Fontana
- Mestno središče
- Spomenik Janku Kráľ'su.
- Cerkev sv. Nikolaja
- Sinagoga